# Жорж II де Ла Тремуй
Жорж II де ла Тремуйль, сир де Краон (фр. Georges II de la Trémoille, sire de Craon; ок. 1437 − 1481) — сеньор Краона и Жонвелля, граф Линьи (в 1475—1481 годах), губернатор Турени (1474) и Бургундии (1477).

## Биография
Младший сын Жоржа I де ла Тремуйля (1384—1446), великого камергера короля Карла VII (1427—1439), и Катерины де л’Иль-Бушар, крёстной матери Людовика XI.
После смерти отца в 1447 году унаследовал земли в Бургундии и поступил на службу к герцогу Филиппу Доброму.
В 1457 году получил от своего старшего брата Луи I де ла Тремуйля сеньории Краон и Шатонёф-сюр-Сарт.
В 1468 году перешёл на службу к королю Людовику XI, был назначен губернатором Тюрени и стал кавалером ордена Святого Михаила (1469). Получил конфискованные у Жана д’Арманьяка сеньории Кастельно, Монмирайль и Вильнёв-ан-Альбижуа.
С 1470 году лейтенант генерал королевской армии в Шампани, руководил взятием Вердена (1473).
В конце 1474 года назначен губернатором Шампани, Бри и Баруа. Командовал французской армией во время войны с Бургундией 1475 года, получил часть завоёванной территории — сеньорию Жонвелль, которая когда-то принадлежала Тремуйлям.
В начале 1476 года, после казни коннетабля де Сен-Поля, король передал Жоржу II де ла Тремойлю часть конфискованных владений — графство Линьи.
После смерти Карла Смелого (январь 1477) назначен губернатором конфискованной королём Бургундии. Однако в 1478 году потерпел несколько поражений от восставших жителей и был смещён со всех государственных должностей.
Жорж II де ла Тремуйль 8 ноября 1464 года женился на Марии де Монтобан, дочери адмирала Франции Жана де Монтобана, вдове Луи де Рогана-Гемене, которого она отравила.
Второго мужа она тоже попыталась отравить с помощью своего любовника Амбруаза Рошелля, после чего помещена в тюрьму и умерла в заключении в мае 1477 года.
Жорж II де ла Тремуйль умер в Краоне в январе 1481 года. Ему наследовал племянник — Луи II де ла Тремуйль. Графство Линьи как выморочное владение конфисковал король.